# Saint-Géry (Dordogne)
Pour les articles homonymes, voir Saint-Géry.
Saint-Géry est une commune française située dans le département de la Dordogne, en région Nouvelle-Aquitaine.

## Géographie

### Généralités
La commune est limitée au nord-ouest par le Martarieux, un affluent de l'Isle, et très brièvement au sud par la Lidoire, un affluent de la Dordogne.
La commune, traversée par le 45e parallèle nord, est de ce fait située à égale distance du pôle Nord et de l'équateur terrestre (environ 5 000 km).

### Communes limitrophes
Saint-Géry est limitrophe de cinq autres communes. Au sud-ouest, son territoire est distant de moins de 200 mètres de celui de Saint-Géraud-de-Corps.
|            | Saint-Médard-de-Mussidan | Les Lèches |
| Beaupouyet | Saint-Géry               |            |
| Fraisse    |                          | Bosset     |

### Géologie et relief

#### Géologie
Situé sur la plaque nord du Bassin aquitain et bordé à son extrémité nord-est par une frange du Massif central, le département de la Dordogne présente une grande diversité géologique. Les terrains sont disposés en profondeur en strates régulières, témoins d'une sédimentation sur cette ancienne plate-forme marine. Le département peut ainsi être découpé sur le plan géologique en quatre gradins différenciés selon leur âge géologique. Saint-Géry est située dans le quatrième gradin à partir du nord-est, un plateau formé de dépôts siliceux-gréseux et de calcaires lacustres de l'ère tertiaire.
Les couches affleurantes sur le territoire communal sont constituées de formations superficielles du Quaternaire et de roches sédimentaires datant du Cénozoïque. La formation la plus ancienne, notée e5-6, est la formation de Guizengeard supérieur (Lutétien supérieur à Bartonien supérieur continental). La formation la plus récente, notée CFp, fait partie des formations superficielles de type colluvions indifférenciées de versant, de vallon et plateaux issues d'alluvions, molasses, altérites. Le descriptif de ces couches est détaillé dans  les feuilles « no 781 - Montpon-Ménestérol » et « no 782 - Mussidan » de la carte géologique au 1/50 000 de la France métropolitaine, et leurs notices associées,.

Carte géologique de Saint-Géry.

#### Relief et paysages
Le département de la Dordogne se présente comme un vaste plateau incliné du nord-est (491 m, à la forêt de Vieillecour dans le Nontronnais, à Saint-Pierre-de-Frugie) au sud-ouest (2 m à Lamothe-Montravel). L'altitude du territoire communal varie quant à elle entre 60 mètres et 148 mètres,.
Dans le cadre de la Convention européenne du paysage entrée en vigueur en France le 1er juillet 2006, renforcée par la loi du 8 août 2016 pour la reconquête de la biodiversité, de la nature et des paysages, un atlas des paysages de la Dordogne a été élaboré sous maîtrise d’ouvrage de l’État et publié en octobre 2020. Les paysages du département s'organisent en huit unités paysagères,. La commune fait partie du Landais, au sein de l'unité de paysage « La Double et le Landais », deux plateaux ondulés, dont la pente générale descend de l'est vers l'ouest. À l'est, les altitudes atteignent ainsi les 200 m pour les plus élevées (233 m au sud de Tocane-Saint-Apre). Vers l'ouest, le relief s’adoucit et les altitudes maximales culminent autour des 100 mètres. Les paysages sont forestiers aux horizons limités, avec peu de repères, ponctués de clairières agricoles habitées.
La superficie cadastrale de la commune publiée par l'Insee, qui sert de référence dans toutes les statistiques, est de 18,71 km2,,. La superficie géographique, issue de la BD Topo, composante du Référentiel à grande échelle produit par l'IGN, est quant à elle de 18,86 km2.

### Hydrographie

#### Réseau hydrographique
La commune est située dans le bassin de la Dordogne au sein du Bassin Adour-Garonne. Elle est drainée par la Lidoire, le Martarieux et par divers petits cours d'eau, qui constituent un réseau hydrographique de 24 km de longueur totale,.
La Lidoire, d'une longueur totale de 49,46 km, prend sa source dans la commune de Bosset et se jette en rive droite de la Dordogne en limite de Castillon-la-Bataille et Lamothe-Montravel, face à Mouliets-et-Villemartin,. Elle borde très marginalement la commune au sud sur une centaine de mètres, face à Bosset.
Le Martarieux, d'une longueur totale de 13,57 km, prend sa source dans la commune de Fraisse et se jette dans l'Isle en rive gauche à Saint-Laurent-des-Hommes,. Il traverse la commune du sud-ouest au nord-ouest sur six kilomètres, lui servant de limite au nord-ouest sur près de trois kilomètres, face à Beaupouyet.

Réseaux hydrographique et routier de Saint-Géry.
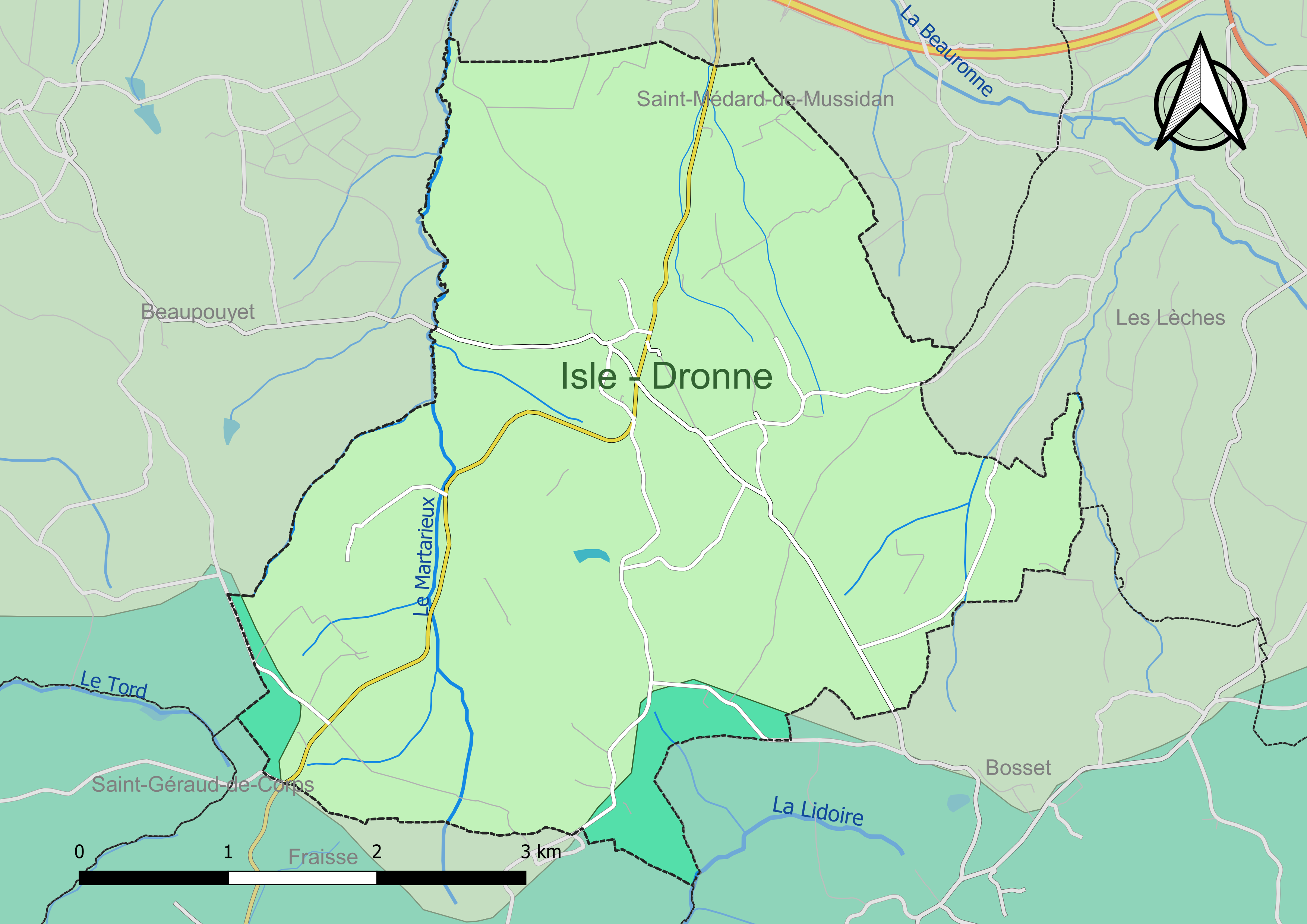
Carte des schémas d'aménagement et de gestion des eaux (SAGE) couvrant le territoire communal de Saint-Géry.

#### Gestion et qualité des eaux
Le territoire communal est couvert par les schémas d'aménagement et de gestion des eaux (SAGE) « Dordogne Atlantique » et « Isle - Dronne ». Le SAGE « Dordogne Atlantique », dont le territoire correspond au sous‐bassin le plus aval du bassin versant de la Dordogne (aval de la confluence Dordogne - Vézère)., d'une superficie de 2 700 km2 est en cours d'élaboration. La structure porteuse de l'élaboration et de la mise en œuvre est l'établissement public territorial de bassin de la Dordogne (EPIDOR). Le SAGE « Isle - Dronne », dont le territoire regroupe les bassins versants de l'Isle et de la Dronne, d'une superficie de 7 500 km2, a été approuvé le 2 août 2021. La structure porteuse de l'élaboration et de la mise en œuvre est également l'EPIDOR. Ils définissent chacun sur leur territoire les objectifs généraux d’utilisation, de mise en valeur et de protection quantitative et qualitative des ressources en eau superficielle et souterraine, en respect des objectifs de qualité définis dans le troisième SDAGE  du Bassin Adour-Garonne qui couvre la période 2022-2027, approuvé le 10 mars 2022.
La majeure partie du territoire dépend du SAGE Isle - Dronne. Seules, deux petits zones au sud et au sud-ouest correspondant respectivement au bassin de la Lidoire et à celui de son affluent le Tord sont rattachées au SAGE Dordogne Atlantique.
La qualité des eaux de baignade et des cours d’eau peut être consultée sur un site dédié géré par les agences de l’eau et l’Agence française pour la biodiversité.

### Climat
Pour des articles plus généraux, voir Climat de la Nouvelle-Aquitaine et Climat de la Dordogne.
Historiquement, la commune est exposée à un climat océanique aquitain.  
En 2020, Météo-France publie une typologie des climats de la France métropolitaine dans laquelle la commune est exposée à un climat océanique et est dans la région climatique  Aquitaine, Gascogne, caractérisée par une pluviométrie abondante au printemps, modérée en automne, un faible ensoleillement au printemps, un été chaud (19,5 °C), des vents faibles, des brouillards fréquents en automne et en hiver et des orages fréquents en été (15 à 20 jours).
Pour la période 1971-2000, la température annuelle moyenne est de 12,6 °C, avec  une amplitude thermique annuelle de 14,9 °C. Le cumul annuel moyen de précipitations est de 873 mm, avec 11,8 jours de précipitations en janvier et 6,9 jours en juillet. Pour la période 1991-2020, la température moyenne annuelle observée sur la station météorologique la plus proche, située sur la commune de Port-Sainte-Foy-et-Ponchapt à 18 km à vol d'oiseau, est de 13,8 °C et le cumul annuel moyen de précipitations est de 809,4 mm,. Pour l'avenir, les paramètres climatiques de la commune estimés pour 2050 selon différents scénarios d’émission de gaz à effet de serre sont consultables sur un site dédié publié par Météo-France en novembre 2022.

## Urbanisme

### Typologie
Au 1er janvier 2024, Saint-Géry est catégorisée commune rurale à habitat dispersé, selon la nouvelle grille communale de densité à 7 niveaux définie par l'Insee en 2022.
Elle est située hors unité urbaine et hors attraction des villes,.

### Occupation des sols
L'occupation des sols de la commune, telle qu'elle ressort de la base de données européenne d’occupation biophysique des sols Corine Land Cover (CLC), est marquée par l'importance des forêts et milieux semi-naturels (68,2 % en 2018), une proportion sensiblement équivalente à celle de 1990 (67,8 %). La répartition détaillée en 2018 est la suivante : 
forêts (65,6 %), zones agricoles hétérogènes (23 %), prairies (8,8 %), milieux à végétation arbustive et/ou herbacée (2,6 %). L'évolution de l’occupation des sols de la commune et de ses infrastructures peut être observée sur les différentes représentations cartographiques du territoire : la carte de Cassini (XVIIIe siècle), la carte d'état-major (1820-1866) et les cartes ou photos aériennes de l'IGN pour la période actuelle (1950 à aujourd'hui).

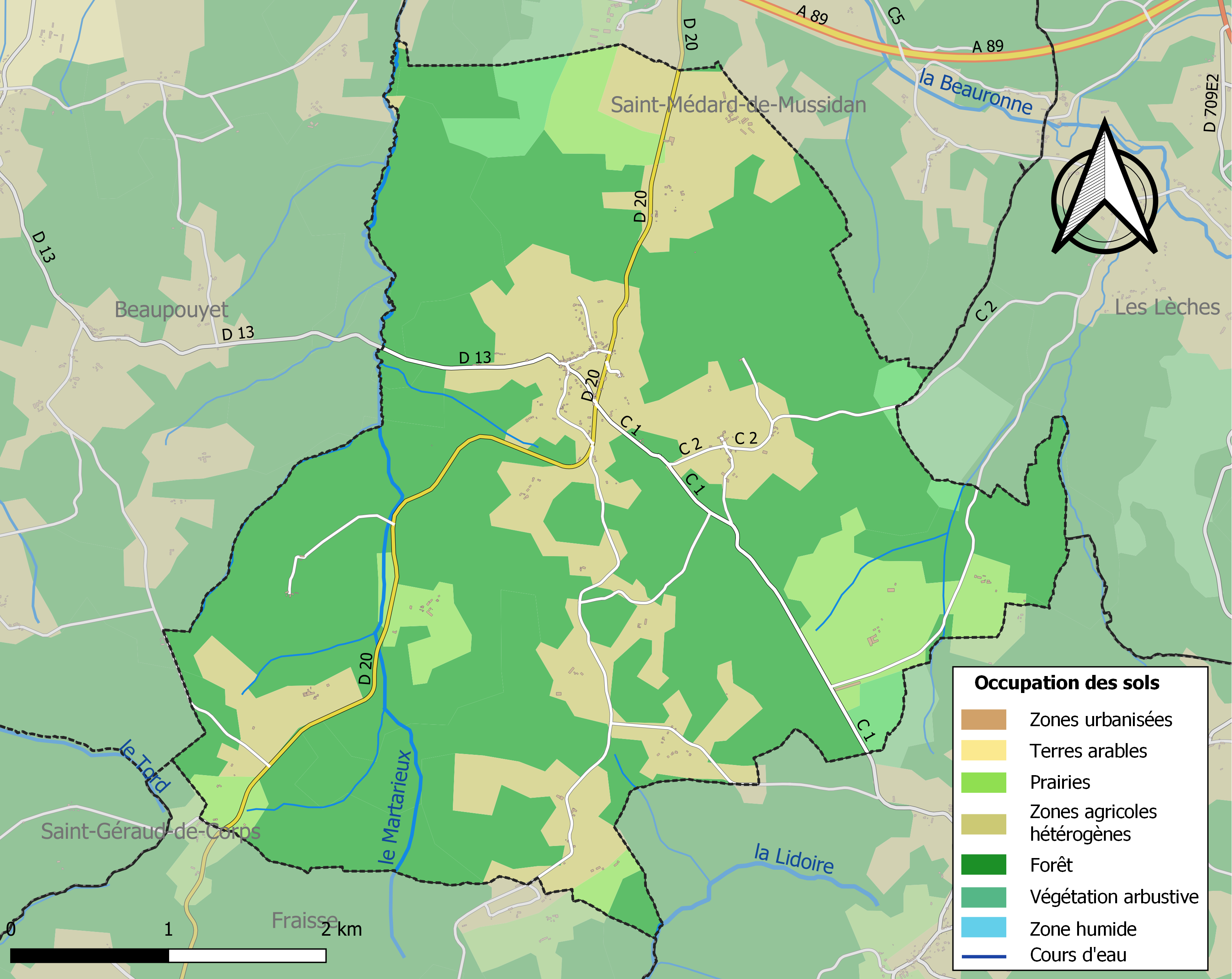
Carte des infrastructures et de l'occupation des sols de la commune en 2018 (CLC).

### Prévention des risques
Le territoire de la commune de Saint-Géry est vulnérable à différents aléas naturels : météorologiques (tempête, orage, neige, grand froid, canicule ou sécheresse), feux de forêts, mouvements de terrains et séisme (sismicité très faible). Un site publié par le BRGM permet d'évaluer simplement et rapidement les risques d'un bien localisé soit par son adresse soit par le numéro de sa parcelle.
Saint-Géry est exposée au risque de feu de forêt. L’arrêté préfectoral du 14 mars 2013 fixe les conditions de pratique des incinérations et de brûlage dans un objectif de réduire le risque de départs d’incendie. À ce titre, des périodes sont déterminées : interdiction totale du 15 février au 15 mai et du 15 juin au 15 octobre, utilisation réglementée du 16 mai au 14 juin et du 16 octobre au 14 février. En septembre 2020, un plan inter-départemental de protection des forêts contre les incendies (PidPFCI) a été adopté pour la période 2019-2029,.

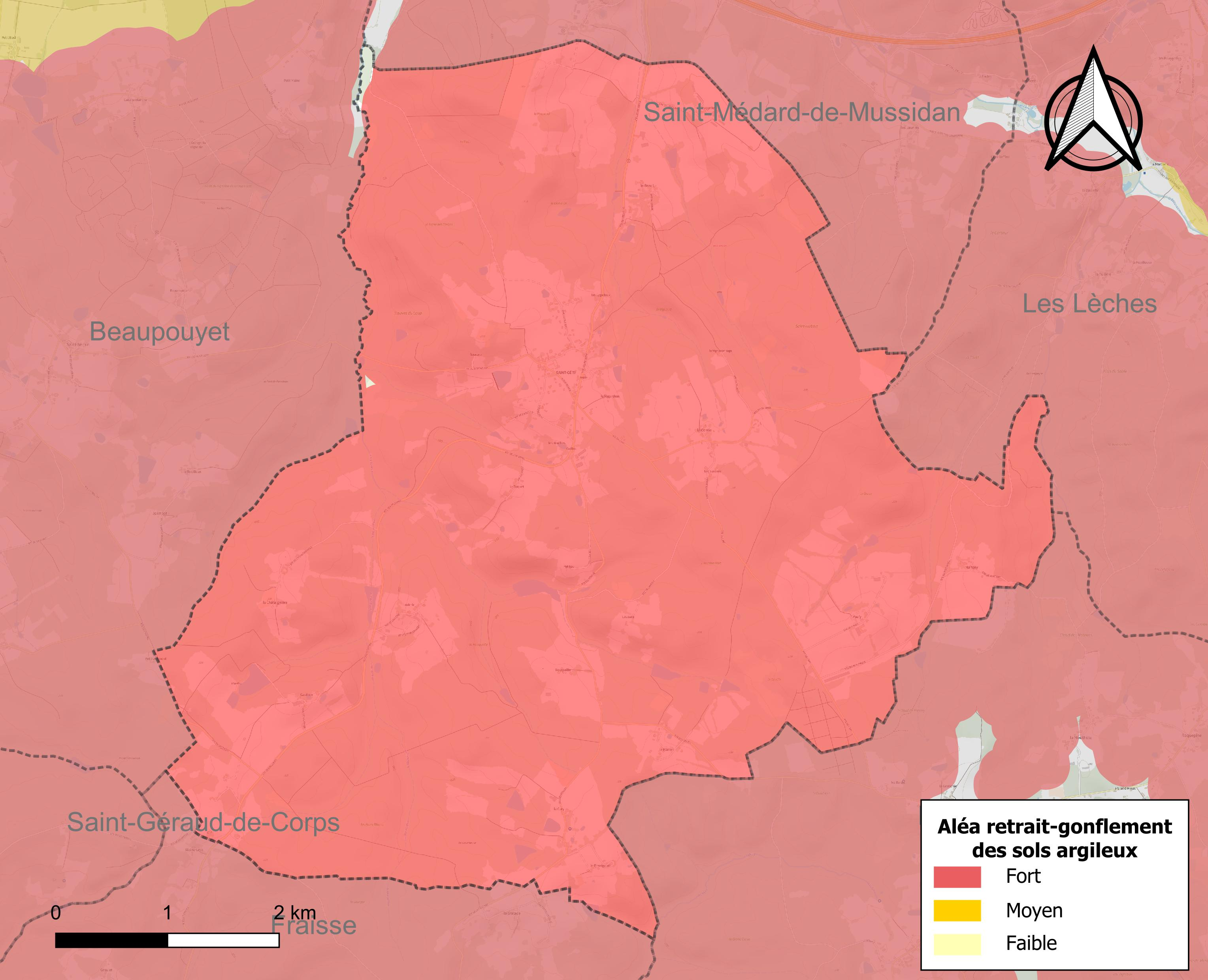
Carte des zones d'aléa retrait-gonflement des sols argileux de Saint-Géry.

Les mouvements de terrains susceptibles de se produire sur la commune sont des tassements différentiels. Le retrait-gonflement des sols argileux est susceptible d'engendrer des dommages importants aux bâtiments en cas d’alternance de périodes de sécheresse et de pluie. 99,9 % de la superficie communale est en aléa moyen ou fort (58,6 % au niveau départemental et 48,5 % au niveau national métropolitain). Depuis le 1er octobre 2020, en application de la loi ÉLAN, différentes contraintes s'imposent aux vendeurs, maîtres d'ouvrages ou constructeurs de biens situés dans une zone classée en aléa moyen ou fort,.
La commune a été reconnue en état de catastrophe naturelle au titre des dommages causés par les inondations et coulées de boue survenues en 1982 et 1999, par la sécheresse en 1989 et par des mouvements de terrain en 1999.

## Toponymie
La première mention écrite connue du lieu date du XIIIe siècle sous la forme Sanctus Egidius, du nom d'un ermite provençal.
En occitan, la commune se nomme Sent Geri.

## Politique et administration

### Rattachements administratifs et électoraux
Dès 1790, la commune de Saint-Géry est rattachée au canton des Leches qui dépend du district de Montpon, renommé en district de Mussidan, jusqu'en 1795, date de suppression des districts. Lorsque ce canton est supprimé par la loi du 8 pluviôse an IX (28 janvier 1801)  portant sur la « réduction du nombre de justices de paix », la commune est rattachée au canton de Laforce dépendant de l'arrondissement de Bergerac.
Dans le cadre de la réforme de 2014 définie par le décret du 21 février 2014, ce canton disparaît aux élections départementales de mars 2015. La commune est alors rattachée au canton du Pays de la Force.

### Intercommunalité
Fin 2001, Saint-Géry intègre dès sa création la communauté de communes Dordogne-Eyraud-Lidoire. Celle-ci est dissoute au 31 décembre 2012 et remplacée au 1er janvier 2013 par la communauté d'agglomération bergeracoise. Celle-ci fusionne avec la communauté de communes des Coteaux de Sigoulès au 1er janvier 2017 pour former la nouvelle communauté d'agglomération bergeracoise.

### Administration municipale
La population de la commune étant comprise entre 100 et 499 habitants au recensement de 2017, onze conseillers municipaux ont été élus en 2020,.

### Liste des maires

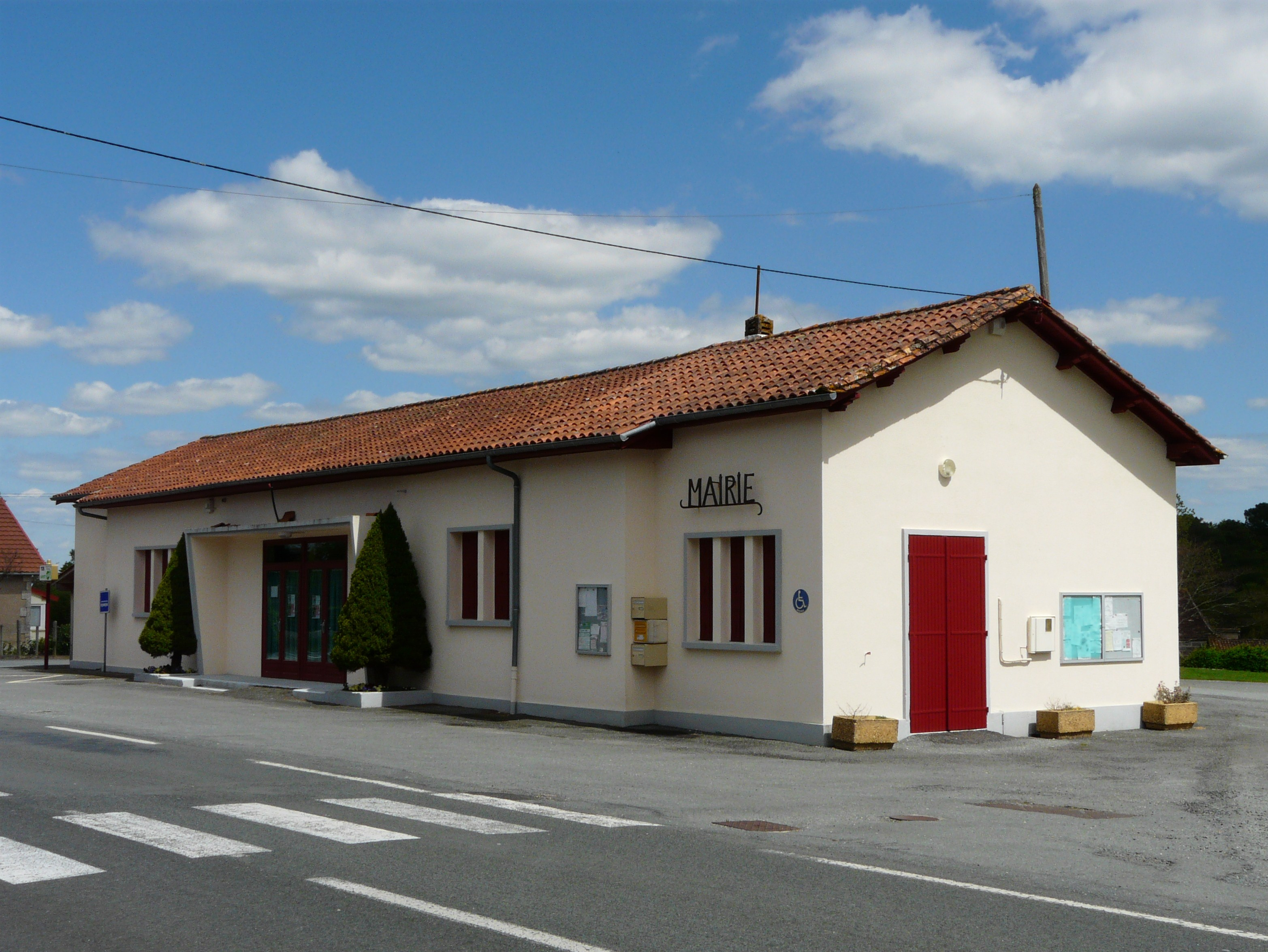
La mairie.

| Période                                  | Période   | Identité          | Étiquette | Qualité        |
| ---------------------------------------- | --------- | ----------------- | --------- | -------------- |
| Les données manquantes sont à compléter. |           |                   |           |                |
|                                          |           |                   |           |                |
| 1996                                     | mars 2008 | Jacqueline Roux   |           |                |
| mars 2008                                | mars 2014 | Patrick Lalyman   | SE        | Cadre retraité |
| mars 2014 (réélu en mai 2020)            | En cours  | Sébastien Bourdin |           |                |

## Équipements et services publics

### Justice
En 2023, dans le domaine judiciaire, Saint-Géry relève : 
- du tribunal judiciaire, du tribunal pour enfants, du conseil de prud'hommes et du tribunal de commerce de Bergerac ;
- du pôle Nationalité du tribunal judiciaire de Périgueux (compétent uniquement dans le domaine de la nationalité) ;
- de la cour d'appel, du tribunal administratif et de la  cour administrative d'appel de Bordeaux.

## Population et société

### Démographie
Les habitants de Saint-Géry se nomment les Saint-Gérois.
L'évolution du nombre d'habitants est connue à travers les recensements de la population effectués dans la commune depuis 1793. Pour les communes de moins de 10 000 habitants, une enquête de recensement portant sur toute la population est réalisée tous les cinq ans, les populations de référence des années intermédiaires étant quant à elles estimées par interpolation ou extrapolation. Pour la commune, le premier recensement exhaustif entrant dans le cadre du nouveau dispositif a été réalisé en 2007.

En 2022, la commune comptait 243 habitants, en évolution de +3,85 % par rapport à 2016 (Dordogne : +0,37 %, France hors Mayotte : +2,11 %).
| 1793 | 1800 | 1806 | 1821 | 1831 | 1836 | 1841 | 1846 | 1851 |
| ---- | ---- | ---- | ---- | ---- | ---- | ---- | ---- | ---- |
| 406  | 252  | 330  | 375  | 450  | 504  | 487  | 478  | 423  |

| 1856 | 1861 | 1866 | 1872 | 1876 | 1881 | 1886 | 1891 | 1896 |
| ---- | ---- | ---- | ---- | ---- | ---- | ---- | ---- | ---- |
| 394  | 489  | 430  | 472  | 367  | 389  | 400  | 386  | 383  |

| 1901 | 1906 | 1911 | 1921 | 1926 | 1931 | 1936 | 1946 | 1954 |
| ---- | ---- | ---- | ---- | ---- | ---- | ---- | ---- | ---- |
| 402  | 408  | 347  | 309  | 290  | 270  | 290  | 261  | 280  |

| 1962 | 1968 | 1975 | 1982 | 1990 | 1999 | 2006 | 2007 | 2012 |
| ---- | ---- | ---- | ---- | ---- | ---- | ---- | ---- | ---- |
| 274  | 258  | 233  | 203  | 207  | 193  | 205  | 206  | 223  |

| 2017 | 2022 | - | - | - | - | - | - | - |
| ---- | ---- | - | - | - | - | - | - | - |
| 236  | 243  | - | - | - | - | - | - | - |

### Manifestations culturelles et festivités
- Fête votive sur un week-end fin août-début septembre[56],[57].

## Économie

### Emploi
En 2015, parmi la population communale comprise entre 15 et 64 ans, les actifs représentent 100 personnes, soit 42,9 % de la population municipale. Le nombre de chômeurs (huit) a fortement diminué par rapport à 2010 (dix-neuf) et le taux de chômage de cette population active s'établit à 7,8 %.

### Établissements
Au 31 décembre 2015, la commune compte vingt-deux établissements, dont huit au niveau des commerces, transports ou services, huit dans l'agriculture, la sylviculture ou la pêche, trois relatifs au secteur administratif, à l'enseignement, à la santé ou à l'action sociale, deux dans l'industrie, et un dans la construction.

## Culture locale et patrimoine

### Lieux et monuments
- L'église Saint-Gilles[61] du XIXe siècle, a remplacé une église médiévale[44].

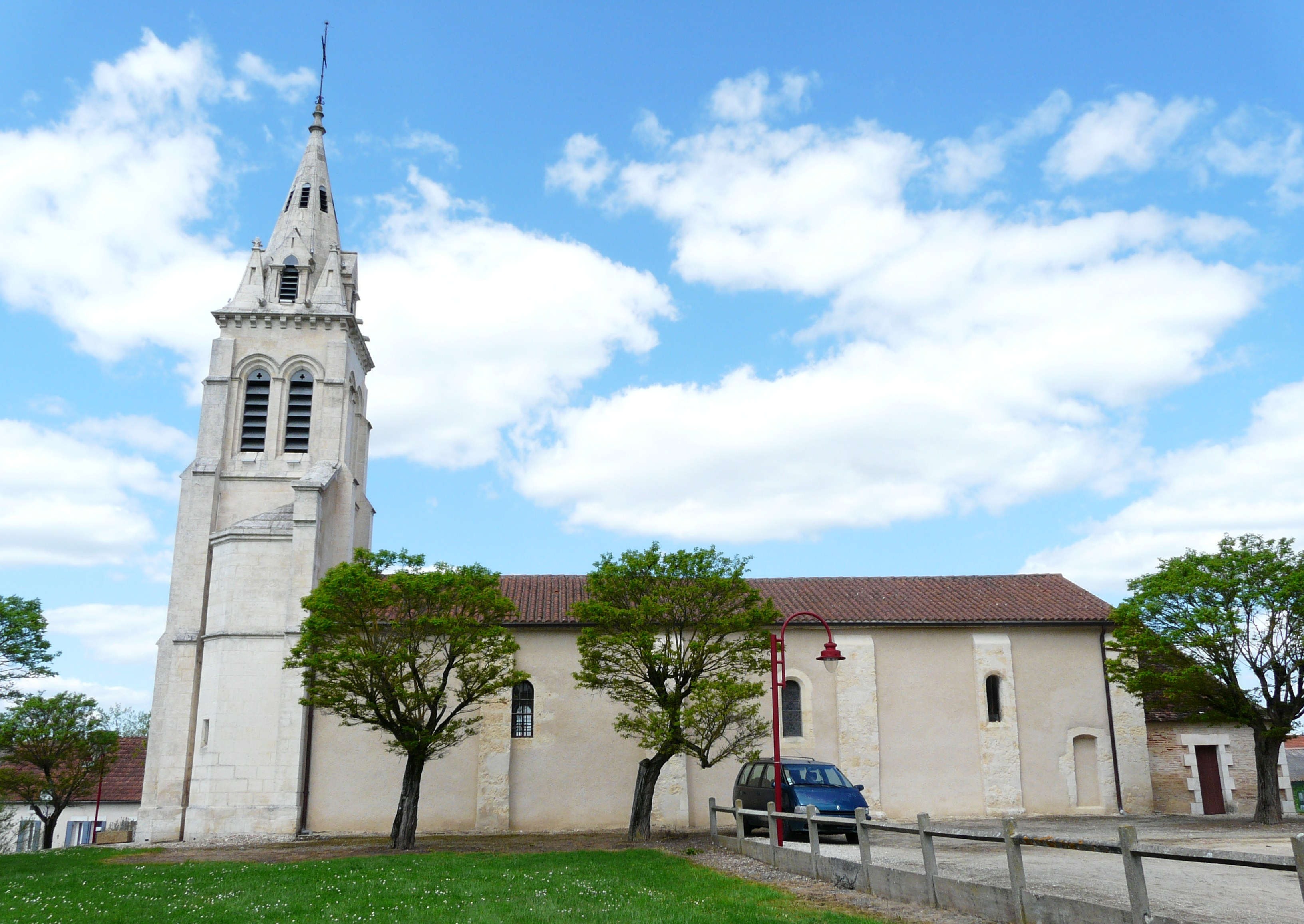
L'église Saint-Gilles.
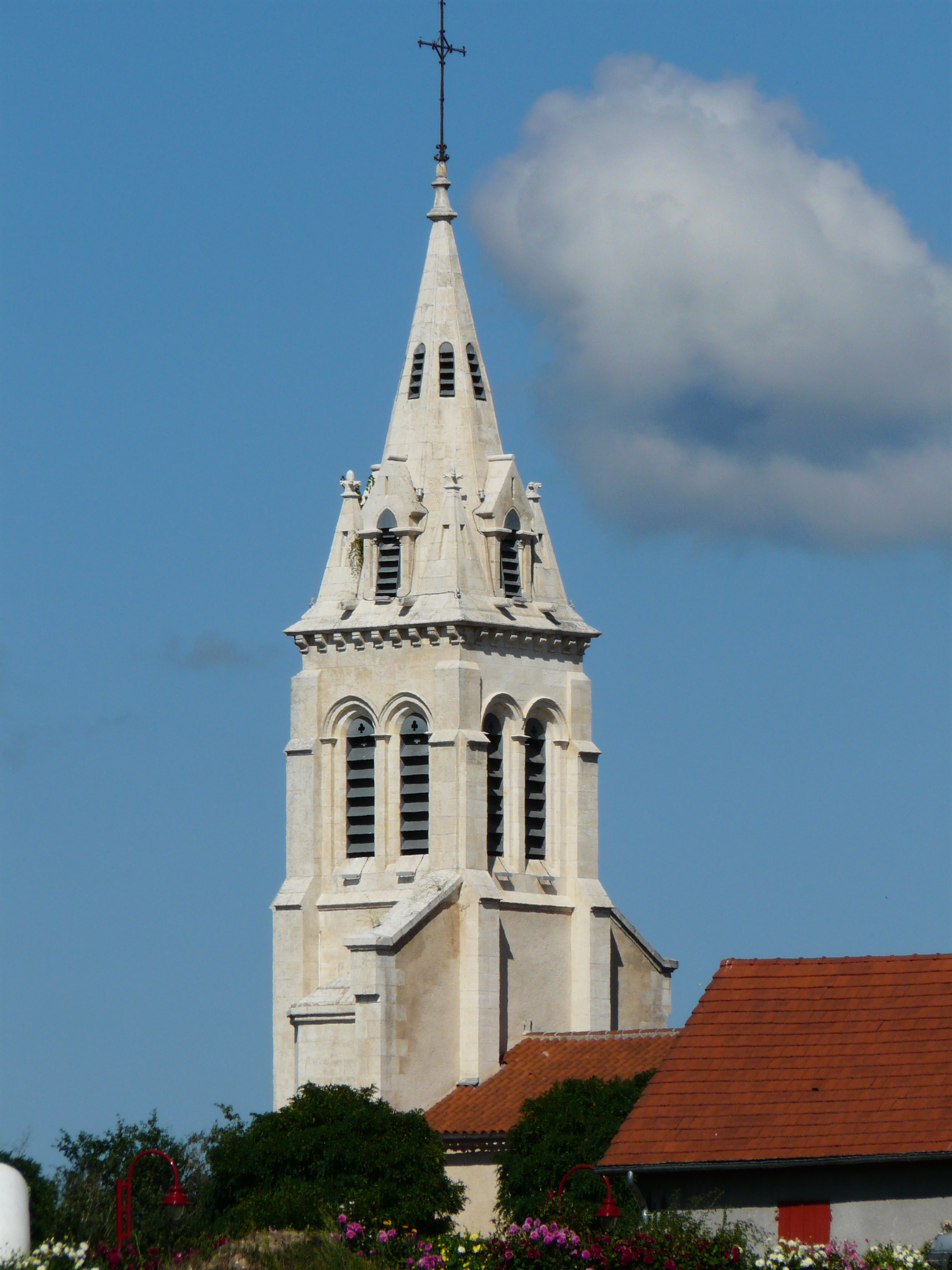
Son clocher.
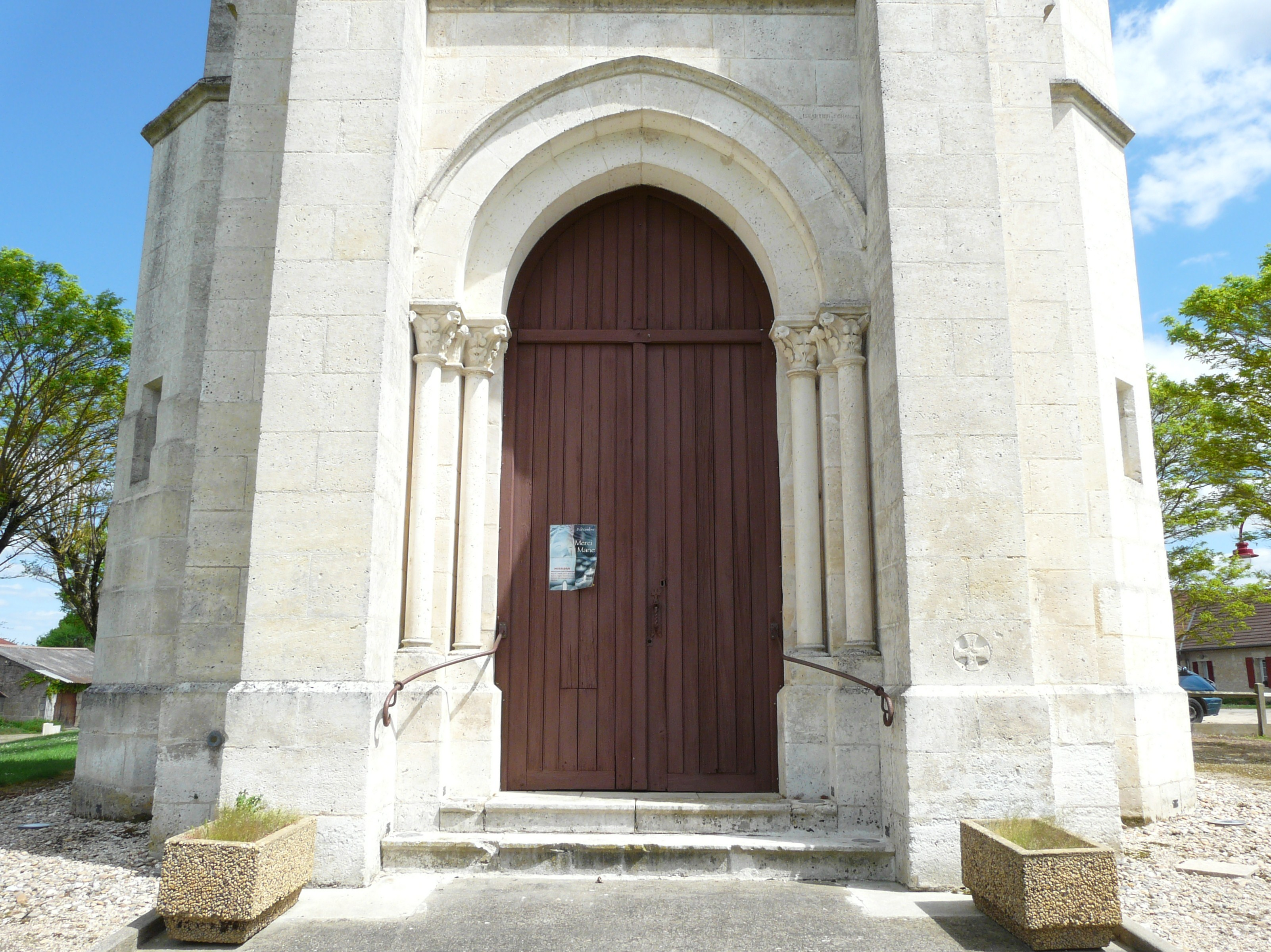
Son portail.

## Pour approfondir